# Aviastar Mandiri
La Aviastar è una compagnia aerea regionale indonesiana.

## Storia
La Aviastar veene fondata il 12 giugno del 2000 a Giacarta, la capitale dell'Indonesia, da Sungeng Tryonio, come compagnia elicotteristica; dal 2003 ha iniziato anche le operazioni con voli charter, grazie all'acquisto di 2 de Havilland Canada DHC-6 Twin Otter.

## Flotta
La flotta della Aviastar Mandiri nel 2017 comprende:
| Aereo                         | Passeggeri | Esemplari |
| ----------------------------- | ---------- | --------- |
| De Havilland Canada DHC-6-300 | 20         | 5         |
| BAe 146-200                   | 112        | 2         |
| Totale                        |            | 7         |